# ألان هال
ألان هال (بالإنجليزية: Allan Hall)‏ (29 مارس 1908 في المملكة المتحدة - 1 يناير 1983) هو لاعب كرة قدم بريطاني (وحمل سابقاً جنسية المملكة المتحدة لبريطانيا العظمى وأيرلندا) في مركز الهجوم. لعب مع برادفورد سيتي وتوتنهام هوتسبير ونادي بلاكبول ونادي دونكاستر روفرز ونادي ميدلزبره ونادي غاينسبورو ترينيتي ولينكولن سيتي أف سي.